# Ingrid Michaelson
Ingrid Ellen Egbert Michaelson, conhecida apenas como Ingrid Michaelson (Staten Island (Nova York), 8 de dezembro de 1979) é uma cantora e compositora norte-americana. Suas músicas têm sido destaque em algumas séries de televisão, como Grey's Anatomy, Bones, One Tree Hill e Scrubs.

## Biografia
Ingrid nasceu em uma família basicamente artística. Seu pai é compositor e, sua mãe, escultora. Desde os quatro anos, ela toca piano e treinou até os sete no Manhattan's Third Street Music School, seguindo ainda por muitos anos no Instituto de Música Dorothy Delson Kuhn da Comunidade Judaica de Staten Island e lá acabou conhecendo Elizabeth McCullogh, com ambas cursando juntas o Ensino Médio. Michaelson é formada na Staten Island Technical High School e na Universidade de Binghamton, onde recebeu licenciatura teatral. Enquanto estava na universidade, foi membro das Binghamtonics, um grupo de acapella, bem como do grupo de comédia improvisada Pappy Parker Players. Seu tempo na Universidade foi registrado na música "The Hat". A cantora cresceu fazendo parte de um grupo de teatro musical chamado "Kids On Stage" e mais tarde, se tornou diretora, resolveu seguir sua vida no ramo musical pouco depois. 
No final de 2008, ela abriu as turnês de Jason Mraz na Europa, passando por países como o Reino Unido, Suécia, Dinamarca, Holanda, Alemanha e França, entre outros. No segundo semestre de 2009, Ingrid começou a turnê "Everybody" pelos Estados Unidos e Europa, que continuou em 2010.

## Músicas que apareceram em séries

### Grey's Anatomy
A série de TV Grey's Anatomy tem sido uma grande utilizadora das canções de Michaelson. Músicas como "The Way I Am" foram apresentada em cenas do episódio Six Days da série, bem como a "Breakable", apresentada no episódio Staring at the Sun. A música "Corner of Your Heart" foi apresentada no episódio Testing 1-2-3 e "Keep Breathing" foi destaque no episódio final da terceira temporada Didn't We Almost Have It All. "Giving Up" foi apresentada no episódio final da quarta temporada, Freedom. "Turn to Stone", "Everybody", "All Love" e "Palm Of Your Hand" também foram apresentadas nesta série.

### One Tree Hill
Quatro de suas músicas também tiveram participação na série One Tree Hill. "Masoquist" foi destaque no episódio 13: Pictures of You; "Overboard" foi usada no episódio 14: Sad Songs for Dirty Lovers; "The Way I Am" apareceu no episódio 19: Ashes of Dreams You Let Die, todos esses da 4ª temporada. Já na 6ª temporada, a música "Can't Help Falling In Love" foi usada no episódio Forever and Almost Always.

### Outras séries
Outras aparições incluem "The Way I Am" e "Breakable" na seção Denver da série The Real World, bem como "The Way I Am", "Die Alone" e "Far Away (Untitled)" na série The Bad Girls Club. "Breakable" também foi destaque no episódio 3 da da série Kyle XY. "Maybe" está em Body of Proof e "The Chain" apareceu no final do episódio 12 da 1 temporada de Hellcats. "Are We There Yet" apareceu na série sobrenatural The Vampire Diaries. Na série Glee a canção "Be Ok" foi interpretada pelas atrizes Lea Michele e Naya Rivera. Participa também na serie The Fosters a música "Over You", feita em parceria com o duo A Great Big World

## Colaborações
Ingrid Michaelson ajudou Joshua Radin na canção "Sky" em seu obscuro EP Sky, que foi lançado em 2008. Em 2006, Michaelson fez parceria com William Fitzsimmons em seu álbum Goodnight, que foi lançado nesse mesmo ano. Ingrid coescreveu junto à sua amiga Sara Bareilles a música Winter Song, e juntas se apresentaram no show "The Hotel Café Presents Winter Songs" uma coletânea de gravações originais, bem como os clássicos do feriado de Natal cantadas por cantoras e compositoras. Ingrid também coescreveu uma canção intitulada "Parachute" com Marshall Altman para a cantora britânica de música pop Cheryl Cole em seu álbum solo de estréia, 3 Words.

## Banda
A banda de Ingrid Michaelson inclui Allie Moss e Bess Rogers na guitarra, que também são cantores e seguem seus próprios projetos. Allie Moss, por exemplo, lançou um EP em 2009 intitulado Passerby. Outros integrantes da banda incluem Chris Kuffner (guitarra), marido de Bess Rogers, Simon Saul-MacWilliams (teclas) e Jacobson Elliot (bateria).

## Vida pessoal
A cantora casou-se com o músico Greg Laswell em agosto de 2011. Eles vivem em Brooklyn com um cão de raça Border Terrier. No entanto, eles se divorciaram em fevereiro de 2015. Atualmente, Michaelson está em uma relacionamento com o ator Will Chase.

## Discografia
- Slow the Rain, lançado em 10 de janeiro de 2005, por si mesma.
- Girls and Boys, lançado em 16 de maio de 2007, pela gravadora Cabin 24 Records. A partir de então, todos os seus álbuns foram lançados por essa gravadora. 278,000
- Be Ok, lançado em 14 de outubro de 2008.
- Everybody, lançado em 25 de agosto de 2005.
- Human Again, lançado em 24 de janeiro de 2012.
- Lights Out, lançado em 15 de abril de 2014. 200,000